# Philippi Rise
Philippi Rise (englisch, in Argentinien Alturas Philippi ‚Philippihöhen‘, in Chile Cumbres Philippi ‚Philippigipfel‘) ist eine vereiste und bis zu 395 m hohe Halbinsel, die sich in südöstlicher Ausdehnung an der Oskar-II.-Küste des Grahamlands auf der Antarktischen Halbinsel in das Weddell-Meer erstreckt. Die Eisdecke ragt im Westen der Halbinsel am höchsten auf und wird dort durch den Borchgrevink- und den Gemini-Nunatak durchbrochen.
Beschrieben wurde sie erstmals durch Teilnehmer der Schwedischen Antarktisexpedition (1901–1903) unter Otto Nordenskjöld, wenngleich dabei ihre eigentliche Natur nicht aufgeklärt werden konnte. Nordenskjöld hielt die Formation für einen Gletscher und benannte sie nach dem deutschen Geologen Emil Philippi (1871–1910). Vermessungen des  Falkland Islands Dependencies Survey im Jahr 1947 ergaben, dass es sich in Wirklichkeit um eine Halbinsel handelt.